# Cinturão verde
Em urbanismo, um cinturão verde (do inglês green belt) é uma zona que contorna uma cidade a fim de conter o avanço da ocupação urbana sobre áreas de produção agrícola, áreas florestadas, mananciais de água e ecossistemas de interesse para fins de preservação. O conceito foi criado no Reino Unido, na primeira metade do século XX. 